# Kleopatra Selene I
Kleopatra Selene I (ur. 135 p.n.e., zm. 69 p.n.e.) – najmłodsza córka władców Egiptu Ptolemeusza VIII i Kleopatry III z dynastii Lagidów. Była żoną pięciu królów: Ptolemeusza IX, Ptolemeusza X, Antiocha VIII, Antiocha IX i Antiocha X.
Początkowo nosiła imię Selene, człon Kleopatra przyjęła po ślubie z Ptolemeuszem IX Larythosem, którego poślubiła po tym, jak rozwiódł się z jej siostrą Kleopatrą IV na żądanie ich matki, co było warunkiem jego wstąpienia na tron Egiptu. Ich ślub odbył się w roku 115 p.n.e. Selene nie była jednak współwładczynią męża, jak to było w przypadku jej matki, babki i prababki. Urodziła swojemu mężowi jedną córkę Berenikę III, która władała Egiptem wspólnie z ojcem i później samodzielnie w latach 101 – 80 p.n.e. i dwóch synów – przyszłego króla Egiptu Ptolemeusza XII Auletesa (ojca osławionej Kleopatry VII) i króla Cypru Ptolemeusza.
W roku 107 p.n.e. Kleopatra III doprowadziła do ich rozwodu i wydaliwszy Ptolemeusza IX z kraju i wydała Selene za mąż za jej drugiego brata, Ptolemeusza X Aleksandra. Urodziła mu przynajmniej jednego syna Ptolemeusza XI, który kilkadziesiąt lat później poślubił jej córkę Berenikę III. Wkrótce potem Selene rozwiodła się z bratem.
W międzyczasie Kleopatra III nawiązała sojusz z seleucydzkim królem Syrii, Antiochem VIII Gryposem i oddała mu Selene za żonę (wcześniejsza żona Gryposa, Kleopatra Tryfajna, również córka Kleopatry III została zamordowana w 111 p.n.e. przez jego brata przyrodniego Antiocha IX Kyzykeńczyka). W Syrii trwała wówczas krwawa wojna domowa pomiędzy dwoma Seleukidami – Gryposem i Kyzykeńczykiem, którzy odbijali jeden drugiemu poszczególne części Syrii. Kiedy w 96 p.n.e. Kyzykeńczyk zamordował Gryposa, wkrótce po przejęciu władzy nad państwem poślubił Selene w tym samym roku (Antioch IX był mężem starszej siostry Kleopatry Selene I, Kleopatry IV, którą w 112 p.n.e. zabili siepacze Gryposa). Antioch IX zginął jednak już w 95 p.n.e. Nie mieli wspólnych dzieci. Dla bezpieczeństwa Selene opuściła Syrię po śmierci męża i wyjechała na kilka lat do Cylicji.
Piątym i ostatnim mężem Kleopatry Selene I był następny król Syrii, Antioch X Eusebes (jej siostrzeniec i pasierb, bowiem był on synem jej siostry Kleopatry IV i Antiocha IX Kyzikenosa, męża obu sióstr). Miała z nim mimo znacznej różnicy wieku (Kleopatra miała wówczas 42 lata podczas gdy Antioch X zaledwie 21) dwóch synów: Antiocha XIII Azjatyckiego i Seleukosa VII Filometora. Ostatni mąż Selene zginął w 83 p.n.e. w bitwie z Tigranesem II, królem Armenii. W latach 83–69 p.n.e. współrządziła Syrią wraz z synem Antiochem XIII. Po śmierci swojego syna Ptolemeusza XI próbowała bezskutecznie zapewnić tron Egiptu swym synom, wysyłając ich z ogromnymi skarbami do Rzymu w roku 75 p.n.e. Jednak wrócili oni po dwóch latach ograbieni doszczętnie przez rzymskich senatorów, którzy tron Egiptu przekazali pierworodnemu synowi Selene, Ptolemeuszowi XII. Uciekając przed Tigranesem Selene schroniła się w mieście Ptolemais (dzisiejsza Akka), porwana stamtąd przez żołnierzy króla Armenii została przewieziona do Syrii i uwięziona. W 69 p.n.e. została zamordowana w Seleucji nad Eufratem na rozkaz Tigranesa.